# 불당대로
불당대로(佛堂大路)는 충청남도 천안시 서북구 불당동에서 쌍용동까지를 잇는 도로이다. 불당동방면으로 가는 도로라는 데서 이름이 유래되었다.

## 특징
전 구간이 8차선 도로이다.

## 주요 경유지
| 교차로 이름   | 접속 도로       | 소재지   | 소재지   | 소재지 |
| ------------- | --------------- | -------- | -------- | ------ |
| 번영로 사거리 | 번영로          | 천 안 시 | 서 북 구 | 불당동 |
| 서당골 사거리 | 시청로          | 천 안 시 | 서 북 구 | 불당동 |
| 용암 사거리   | 월봉로          | 천 안 시 | 서 북 구 | 쌍용동 |
| 쌍용동 사거리 | 서부대로        | 천 안 시 | 서 북 구 | 쌍용동 |
| 일봉산 사거리 | 쌍용대로 충무로 | 천 안 시 | 서 북 구 | 쌍용동 |